# Licencia Procomún Inalámbrica
La Licencia Procomún Inalámbrica (en inglés, Wireless Commons License) describe los principios, los términos y las condiciones de algunas comunidades inalámbricas libres y abiertas. 
La Licencia Procomún Inalámbrica da a sus usuarios el derecho de usar la red para cualquier propósito (a menos que este afecte a la propia red o a la libertad de otros usuarios), el derecho a conocer y aprender cualquier detalle de la red y los componentes que la forman, y la libertad de unirse o extender la red siguiendo las mismas condiciones.
Las comunidades inalámbricas que siguen esta licencia son usadas, operadas, extendidas, administradas y propiedad de la comunidad, un mismo grupo de personas donde no hay distinción entre proveedores de servicios y usuarios. Puede ser vista como una licencia para comunidades inalámbricas abiertas equivalente a las licencias de software libre y abierto.